# Az év magyar fallabdázója
Az év magyar fallabdázója címet 1990 óta ítéli oda a Magyar Fallabda-szövetség.

## Díjazottak
| #   | Év   | Férfiak                         | Nők                   |
| --- | ---- | ------------------------------- | --------------------- |
| 1.  | 1990 | Krasznai Gábor                  | Kurali Andrea         |
| 2.  | 1991 | Püski József                    | Kurali Andrea (2)     |
| 3.  | 1992 | Krasznai Gábor (2)              | Buday Tímea           |
| 4.  | 1993 | Krasznai Gábor (3)              | Buday Tímea (2)       |
| 5.  | 1994 | Kósa Gábor                      | Buday Tímea (3)       |
| 6.  | 1995 | Kósa Gábor (2)                  | Buday Tímea (4)       |
| 7.  | 1996 | Török András                    |                       |
| 8.  | 1997 | Török András (2)                | Buday Tímea (5)       |
| 9.  | 1998 |                                 |                       |
| 10. | 1999 | Krajcsák Márk                   | Varga Judit           |
| 11. | 2000 | Török András (3)                | Szombati Edina        |
| 12. | 2001 | Török András (4)                | Szombati Edina (2)    |
| 13. | 2002 | Krajcsák Márk (2)               | Cserny Zsuzsa         |
| 14. | 2003 |                                 |                       |
| 15. | 2004 | Krajcsák Márk (3)               | Szombati Edina (3)    |
| 16. | 2005 | Krajcsák Márk (4)               | Páj Linda             |
| 17. | 2006 | Krajcsák Márk (5)               | Balázs Andrea         |
| 18. | 2007 | Krajcsák Márk (6)               | Farkas Fatime         |
| 19. | 2008 | Krajcsák Márk (7)               | Kecse-Nagy Helga      |
| 20. | 2009 | Krajcsák Márk (8)               | Kecse-Nagy Helga (2)  |
| 21. | 2010 | Krajcsák Márk (9)               | Szombati Edina (4)    |
| 22. | 2011 | Török András (5)                | Kiss-Máté Csenge      |
| 23. | 2012 | Krajcsák Márk (10)              | Szombati Edina (5)    |
| 24. | 2013 | Krajcsák Márk (11)              | Szombati Edina (6)    |
| 25. | 2014 | Krajcsák Márk (12)              | Csókási Gabriella     |
| 26. | 2015 | Krajcsák Márk (13)              | Csókási Gabriella (2) |
| 27. | 2016 | A Szövetség nem adta át a díjat |                       |
| 28. | 2017 | Krajcsák Márk (14)              | Hajnal Helga          |
| 29. | 2018 | Farkas Balázs                   | Csókási Gabriella (3) |
| 30. | 2019 | Farkas Balázs (2)               | Chukwu Hannah         |
| 31. | 2020 | Farkas Balázs (3)               | Chukwu Hannah (2)     |
| 32. | 2021 | Farkas Balázs (4)               | Chukwu Hannah (3)     |
| 33. | 2022 | Farkas Balázs (5)               | Chukwu Hannah (4)     |
| 34. | 2023 | Czakó Vince Attila (1)          | Juhász Nóra (1)       |
| 35. | 2024 | Farkas Balázs (6)               | Chukwu Hannah (5)     |

## Többszörös nyertesek

### Nemenként
|    | Név            | Győzelmek |
| -- | -------------- | --------- |
| 1. | Krajcsák Márk  | 14        |
| 2. | Farkas Balázs  | 6         |
| 3. | Török András   | 5         |
| 4. | Krasznai Gábor | 3         |
| 5. | Kósa Gábor     | 2         |

|    | Név               | Győzelmek |
| -- | ----------------- | --------- |
| 1. | Szombati Edina    | 6         |
| 2. | Buday Tímea       | 5         |
| 2. | Chukwu Hannah     | 5         |
| 4. | Csókási Gabriella | 3         |
| 5. | Kurali Andrea     | 2         |